# VAP (bromfietsmerk)
VAP is een historisch Frans merk van bromfietsen en hulpmotoren.
Vap: Société ABG, Paris, later Société Vap, Hazebroek (Noorderdepartement, Frankrijk). 
Frans merk dat in 1948 begon met de productie van bromfietsen en clip-on motoren. De Société ABG had aanvankelijk ontstekingssystemen geleverd, maar vanaf 1948 ook complete motorblokjes, die genoemd werden naar de ontwerpers, de neven Verot en Andriot Pierre.
Het bedrijf, dat de productie tussen 1961 en 1965 weer beëindigde, was verbonden met Alcyon, Lucer, Rhonson en anderen. Peugeot nam in 1951 het alleenrecht op de VAP 5 motor om die in te bouwen in de BMA 25. 
In Nederland werd de clip-on motor geleverd door van den Boogaard’s Motorimport in Nijmegen onder het motto “waarom trappen als u kunt Vappen?”. Het bekendste model, de Vap 4, dreef het achterwiel aan met een ketting. Hij was in een lichte fiets-uitvoering en een zwaardere tandem- en invalidenwagen-uitvoering leverbaar. Later kwam de VeloVap, die net als een Solex-blok boven het voorwiel werd gebouwd. Het bedrijf werd samen met Paloma overgenomen door Cazenave.